# Julie Kent

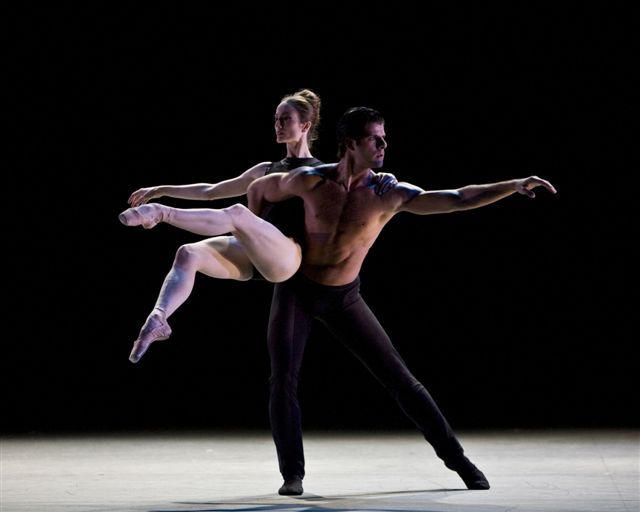
Julie Kent und Marcelo Gomes (2007)

Julie Cox Kent (* 11. Juli 1969 in Bethesda, Maryland) ist eine US-amerikanische Balletttänzerin.
Kent begann ihre Tanzausbildung beim Ballett der Academy of Maryland. Sie nahm weiterhin an einem Sommerworkshop mit der Jugendcompany des American Ballet Theatre teil und besuchte die School of American Ballet. 1985 trat sie dem American Ballet Theatre als Elevin bei, 1986 wurde sie Mitglied im Corps de ballet. Die Ernennung zum principal dancer erfolgte 1993.
Kents Repertoire umfasst sowohl die Hauptrollen der großen klassischen Ballette als auch moderne Werke. Viele Choreografen haben Choreografien eigens für sie verfasst.
Im Jahr 2000 spielte Kent die Rolle der Kathleen Donahue in dem US-amerikanischen Ballettfilm Center Stage.
Kent ist mit dem Vizedirektor des American Ballet Theatre Victor Barbee verheiratet. Sie haben einen Sohn und eine Tochter.

## Auszeichnungen und Preise
- 1985 Gewinnerin des Regionalwettbewerbs der National Society of Arts at the Kennedy Center
- 1986 Stipendium des Ballettwettbewerbs Prix de Lausanne
- 1993 Gewinnerin des Erik-Bruhn-Preises Toronto
- 2000 Gewinnerin des Prix Benois de la Danse Stuttgart

## Filmografie
- Variety and Vituosity (1998, Ballettproduktion des American Ballet Theatre)
- Dancers (1987, Herbert Ross) als Lisa
- Le Corsaire (1999, Ballettproduktion des American Ballet Theatre) als Medora
- Center Stage (2000, Nicholas Hytner) als Kathleen Donahue